# Krypsäv
Krypsäv (Trichophorum pumilum) är en halvgräsart som först beskrevs av Vahl, och fick sitt nu gällande namn av Schinz och Albert Thellung. Enligt Catalogue of Life ingår Krypsäv i släktet tuvsävssläktet och familjen halvgräs, men enligt Dyntaxa är tillhörigheten istället släktet tuvsävssläktet och familjen halvgräs. Arten har ej påträffats i Sverige.

## Underarter
Arten delas in i följande underarter:
- T. p. pumilum
- T. p. rollandii